# 13e cérémonie des Iowa Film Critics Association Awards
La 13e cérémonie des Iowa Film Critics Association Awards (IFCA Awards), décernés par l'Iowa Film Critics Association, a eu lieu le 12 janvier 2015.

## Palmarès

### Meilleur film d'animation
- Les Nouveaux Héros (Big Hero 6)[1]